# أفرام هيرشكو
افرام هيرشكو هو كيميائي وباحث إسرائيلي ولد في المجر في 31 ديسمبر 1937.
هاجر والده إلى إسرائيل سنة 1950 بعد أن قضى سنتين في رومانيا. تحصل افرام هيرشكو على شهادته في الطب في 1965 وتحصل على الدكتوراه سنة 1969 من الجامعة العبرية في القدس. يعمل حاليا كبروفسور ملحق في جامعة نيويورك.
فاز مع العالمان اهارون سيشانوفر واروين روز بجائزة نوبل في الكيمياء للعام 2004 عن اعمالهم حول تحول وتفتت البروتينات. واوضحت الأكاديمية الملكية السويدية للعلوم في بيانها انه تم اختيار الباحثين الثلاثة لاكتشافهم في مطلع الثمانينات «إحدى أهم العمليات الدورية في الخلية وهي تحول وتفتت البروتينات».

## روابط خارجية
- أفرام هيرشكو على موقع الموسوعة البريطانية (الإنجليزية)
- أفرام هيرشكو على موقع مونزينجر (الألمانية)
- أفرام هيرشكو على موقع إن إن دي بي (الإنجليزية)